# Dmitriy Petrov
Pour les articles homonymes, voir Petrov.
Dmitriy Petrov (en russe : Дмитрий Петров, né le 4 janvier 1982) est un athlète russe spécialiste du 400 mètres et du 4 × 400 m. 

## Carrière

### Palmarès
| Date | Compétition                    | Lieu    | Résultat | Épreuve    | Performance   |
| ---- | ------------------------------ | ------- | -------- | ---------- | ------------- |
| 2006 | Championnats du monde en salle | Moscou  | 6e       | 400 mètres | 47 s 33       |
| 2006 | Championnats du monde en salle | Moscou  | 3e       | 4 × 400 m  | 3 min 06 s 91 |
| 2006 | Coupe du monde des nations     | Athènes | 6e       | 4 × 400 m  | 3 min 04 s 15 |

### Records
| Épreuve    | Performance | Lieu      | Date        |
| ---------- | ----------- | --------- | ----------- |
| 200 mètres | 21 s 33     | Krasnodar | 23 mai 2001 |
| 400 mètres | 46 s 38     | Krasnodar | 22 mai 2001 |